# Girkenroth
Girkenroth település Németországban, Rajna-vidék-Pfalz tartományban. Lakosainak száma 608 fő (2023. december 31.).

## Népesség
A település népességének változása:
| Lakosok száma | 571  | 594  | 612  | 605  | 589  | 608  |
|               | 1975 | 2017 | 2019 | 2021 | 2022 | 2023 |